# Ana Láscaris
Ana Láscaris (em italiano:  Anna e em francês:  Anne;  Tende, novembro de 1487 – julho de 1554) foi uma nobre francesa que possuía títulos na Itália e na França. Ela foi suo jure condessa de Tende e Ventimiglia, além de senhora de Nébousan pelo seu primeiro casamento com Luís de Clermont, e condessa de Villars pelo seu segundo casamento com Renato de Saboia.

## Família
Ana foi a única filha de João Antônio II de Láscaris, conde de Tende e Ventimiglia e senhor de Menton, e de Isabel d'Anglure.
Os seus avós paternos foram Honorato Láscaris, conde de Tende e Magarida de Caretto. Os seus avós maternos foram Saladino d'Anglure, visconde de Estoges e Joana de Neuchâtel, viscondessa de Blaigny.

## Biografia
Com apenas 11 anos, em 10 de fevereiro de 1498, ela se casou com Luís de Clermont, filho de Tristão Guilherme, senhor de Clermont-Lodève e de Catarina de Amboise. Ele morreu em data anterior à setembro de 1501, e os dois não tiveram filhos.
Meses mais tarde, os habitantes da cidade de Tende juraram lealdade à Ana por outorga, datada de 29 de maio de 1498. 
Em 28 de janeiro de 1502, Ana casou-se com Renato, governador de Nice e Provença, filho ilegítimo de Filipe II, Duque de Saboia e de sua amante, Libera Portoneria. O seu pai, João Antônio, deu a maior parte de suas terras como dote para a filha, e o contrato de casamento estipulava que Renato assumisse o nome e os brasões da família dos condes de Tende.  Ele era meio-irmão de Luísa de Saboia, Duquesa de Nemours, mãe do rei Francisco I de França e de Margarida de Angolema, rainha de Navarra.
Eles tiveram cinco filhos, três meninas e dois meninos.
Com a morte de seu pai em 13 de agosto de 1509 sem herdeiros do sexo masculino, a condessa herdou os seus títulos e terras, tornando-se assim: condessa de Tende e Ventimiglia, marquesa de Marro, senhora de Prelà, Villeneuve e de Menton.

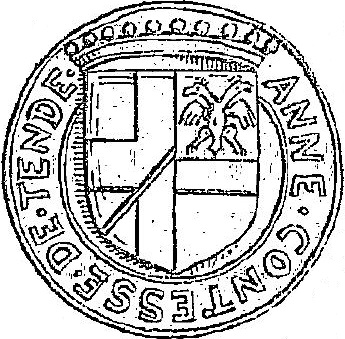
Selo da condessa.

A condessa Ana foi primeira dama de Luísa de Saboia, meia-irmã do marido, em Amboise, onde passava muito tempo.
Frequentar a corte permitiu que Ana entrasse em contato e estabelecesse amizades com as principais famílias francesas. Esses relacionamentos provaram ser importantes quando a condessa se viu administrando a política de casamento de seus cinco filhos.
Após a morte de Renato, em 31 de março de 1525, a condessa, conforme previsto no testamento do marido, assumiu a regência e a tutela dos filhos. As estratégias nupciais constituíam a principal ocupação da condessa, determinada a estreitar os laços com a aristocracia francesa para fortalecer o prestígio que seu estado havia adquirido no reinado de Francisco I. Desse jeito, Ana conseguiu assim estabelecer sólidos laços de sangue entre os Saboia-Lascaris e influentes famílias como Foix, Montmorency, e de Luxemburgo. No entanto, a necessidade de dotar as filhas de substanciais dotes implicou um considerável empenho financeiro, que por mais de uma vez obrigou-a a vender de alguns feudos. A já precária situação financeira foi agravada pelo pesado desembolso incorrido pela condessa por ocasião do resgate dos filhos de Francisco I, prisioneiros do imperador Carlos V após a batalha de Pavia, em 1525, e libertados em 1530, mediante o pagamento de uma enorme recompensa.
Tendo se retirado para a residência de Villeneuve, perto de Nice, onde havia estabelecido uma suntuosa corte também frequentada pelo rei da França, a condessa continuou a política pró-francesa e anti-saboiana do marido, orientando também seu filho Cláudio na mesma direção.
Em 1515, Luciano I de Mônaco comprou os direitos feudais sob a cidade de Menton da família de Ana, deste jeito, levando a cidade, como um todo, a fazer parte da soberania de Mônaco até a época da Revolução Francesa.
Ana faleceu em julho de 1554, com cerca de 66 anos de idade, e foi enterrada na Igreja Colegiada de Nossa Senhora da Assunção de Tende, nos Alpes Marítimos.  

## Descendência
- Cláudio de Saboia (27 de março de 1507 – 23 de abril de 1566), conde de Tende, governador da Provença e grande senescal da Provença. Foi marido de Maria de Chabannes, com quem teve três filhos, e depois se casou Francisca de Foix, com quem teve dois filhos;
- Madalena de Saboia (1510 – 1586), foi Première dame d'honneur da rainha Isabel da Áustria. Foi esposa de Anne de Montmorency, marechal e condestável da França, com quem teve vários filhos;
- Honorato II de Saboia (m. 20 de setembro de 1511), conde e marquês de Villars, além de marechal e almirante da França. Foi casado com Joana de Foix, viscondessa de Castillon, com quem teve apenas uma filha, Henriqueta;
- Isabel de Saboia (m. após setembro de 1552), esposa de Renato de Batarnay, barão de Bouchage e d'Anthon. É ancestral da duquesa Henriqueta Catarina de Joyeuse;
- Margarida de Saboia (m. 15 ou 20 de julho de 1591), casada com Antônio de Luxemburgo, conde de Brienne e de Ligny, com quem teve cinco filhos.